# Jacques Hartog (musicus)
Jacobus (Jacques) Hartog (Zaltbommel, 23 oktober 1837- Amsterdam, 3 oktober 1917) was een Nederlands muziekpedagoog.
Hij is zoon van koopman Salomon Hartog en Sara Meijer. Hijzelf was getrouwd met Elizabeth Benigna Mosse. Zoon Anselm Hartog had een drukkerij met een eigen Ex libris. Hij werd begraven op de Joodse Begraafplaats te Muiderberg. Hij was ridder in de Orde van Oranje Nassau. Zijn archief is in het bezit van de Universiteit van Amsterdam in hun verzameling Bijzondere Collecties.
Hij kreeg muzieklessen in zijn geboortestad van Cornelis Alijander Brandts Buys en diens opvolger Carolus Antonius Leenhoff, organisten en klokkenisten aldaar. Hij doorliep het gymnasium te Krefeld als voorbode van een studie in de rechten. Hij kreeg daar en ook in Bonn muzieklessen van Hauser en componist/dirigent Karl Wilhelm (Die Wacht am Rhein). Op voorspraak van die laatste werd hij privéleerling van Ferdinand Hiller (piano en theorie) in Keulen en Carl Schneider. In 1876 kwam hij als gevolg van het overlijden van zijn vader in Amsterdam in de handel te werken. Hij gaf echter al snel muzieklessen op pedagogisch, theoretisch en historisch gebied. Vanaf 1887 was hij werkzaam voor de Maatschappij tot Bevordering der Toonkunst in die stad. Hij werkte vanaf 1889 aan het Conservatorium van Amsterdam en aan de toonkunstmuziekschool in Haarlem. In 1903 werd hij benoemd tot privaat-docent aan de Universiteit van Amsterdam.
Andere bezigheden behelsden het voorzitterschap van het comité tot oprichting van een monument ter nagedachtenis van Jan Pieterszoon Sweelinck (1897). Hij dirigeerde van 1881 tot 1884 het koor van de afdeling Bussum van de MtBdT.
Van zijn hand verscheen een aantal publicaties (bewerkingen/vertalingen van andermans richtlijnen) waarvan te noemen:
- De harmonieleer van Richter
- Jadassohn’s Leerboek voor het eenvoudige dubbele drie- en viervoudige contrapunt
- De geschiedenis der muziek van Dr. Langhans
- boekwerken over Wolfgang Amadeus Mozart (1904), Felix Mendelssohn-Bartholdy (1908), Robert Schumann (1910) en Ludwig van Beethoven

Hij schreef voorts artikelen in bladen als Musikalisches Centrallblatt uit Leipzig, Die Neue Zeitschrift für Musik (Leipzig), Der Musikwelt (Bonn), de Portefeuille en voor weekblad De Amsterdammer. Hij componeerde een aantal werken, die veelal in manuscript achterbleven, waaronder een vioolconcert/vioolconcertino, een concertouverture, liederen en koorwerken.